# Rapid Club de Relizane
Pour les articles homonymes, voir RCR.
Maillots
Actualités
Dernière mise à jour : 12 mai 2020.
Le Rapid Club de Relizane (en arabe : نادي سريع غليزان), plus couramment abrégé en RC Relizane ou encore en RCR, est un club algérien de football fondé en 1934 et basé dans la ville de Relizane.Parmi les meilleurs footballeurs qui ont joué pour le Rapid de Relizane, on a Lahmer Abbou, El Hadi Khelili, Hezil El-Habib, Mohamed Benabou, Benhalima Abdelkader, Madmone Bouabdellah et Hadj Ammar Chemaâ.

## Histoire

### L'époque coloniale

#### 1930 -1940
Le club est créé en 1934 (no 9657) sous le nom de Rapid Club de Musulman de Relizanais, la nominalisation « Rapid » est entrée après son match contre l'équipe autrichienne du Rapid Vienne pendant l'époque coloniale.

### Après l'indépendance

#### 1970 - 1980
Le 20 juin 1977, le club fusionne avec la Jeunesse Sportive Musulmane Relizanaise (JSM Relizane) et le Widad Athlétique Relizanais (WA Relizane) après une réunion des trois présidents dans le cadre de la réforme sportive et devient l'Itihad Rhiadi Baladiet Relizane (IRBR).

#### 1980 - 1990
En 1987, le club reprend partiellement son ancien nom et devient Rapid de Relizane et, en 1989, il devient Rapid Club de Relizane.
L'équipe du Rapid Club de Relizane a joué pour la première fois de son histoire en championnat d'Algérie de football saison 1985-1986, après avoir joué déjà le critérium et la division d'honneur des années 1962-1964. Le club est resté 5 belles années où il s'est même classé 3e lors de la saison 1988-1989 .

#### 2010 - 2020
À la fin de la saison 2014-15 du championnat de ligue 2, le RCR a réussi à monter et retrouver l'élite nationale 25 ans après.Cependant, des problèmes administratifs l'ont empêché de rester au club en raison du non-paiement des cotisations des joueurs, qui ont déposé une plainte auprès du Comité de règlement des litiges de la FAF .
Suite à ce problème, trois points ont été retirés au club, et la direction de Rapid  protesté en ne disputant pas le match contre Nasr Hussein Dey au premier tour de la saison 2016 - 2017 .
Face à la réalité de la situation, Hamri Mohamed a pris la présidence du club et a remboursé les dettes pour obtenir des licences pour de nouveaux joueurs, mais le club a été relégué en deuxième division avec 36 points.

#### 2020 - 2026
Après le changement du système de compétition du championnat algérien, avec la promotion de quatre équipes de deuxième division, Rapid s'est retrouvé en première division et a réussi à se maintenir lors de la saison 2021-2022. Cependant, la saison suivante, il a obtenu des résultats désastreux, ce qui a entraîné sa chute.
Ces résultats négatifs se sont poursuivis en deuxième division et, en raison de dettes et de cotisations de joueurs impayées , il a été relégué en troisième division, échappant miraculeusement à la relégation en divisions inférieures.
La direction du club, dirigée par le président Menaour Seghir, a pu régler les dettes de l'équipe et jouer sereinement lors de la saison 2024 - 2025 . Elle a raté la montée en deuxième division de manière très naïve, s'inclinant face à son concurrent direct, le WA Tlemcen , qui a mérité sa promotion en deuxième division.

## Parcours international
| Date          | Tour                    | Adversaire    | Lieu                         | Résultat | Buteurs pour le RCR | Buteurs pour l'adversaire                 | Réf.   |
| 30 mars 1990  | 1/16 de finale (Aller)  | Club africain | Relizane (stade el intissar) | 1 - 4    | Smain Bouras 60e    | Selimi 48e 78e, Rouissi 58e, Saadi K. 82e | [ 11 ] |
| 13 avril 1990 | 1/16 de finale (Retour) | Club africain | Tunis (stade el menzah       | 0 - 2    | /                   | Rouissi 11e, Saidi 81e                    | [ 11 ] |

## Palmarès
| Compétitions nationales | Compétitions de jeunes |
| - Ligue 1 : - 3e Place : 1988-89. - Ligue 2 (1) : - Champion Gr. ouest : 1984-85. - 3e Place : 2014-15. - DNA (3) : - Champion Gr. Ouest : 1974-75, 1999-00 et 2013-14. | - Coupe d'Algérie -21 ans : - Finaliste : 2018-19. - Coupe d'Algérie Junior : - Demi-finaliste : 1996-97 et 2004-05. Cadets - Coupe d'Algérie -17 ans (1) : - Vainqueur : 1993-94. - Finaliste : 1992-93. - Demi-finaliste : 2018-19. - Coupe d'Algérie -16 ans (1) : - Vainqueur : 2017-18. |

## Parcours

### Classement en championnat par année
- 1962-63 : C-H, Gr. ouest groupe VI 2e
- 1963-64 : D-H, 14e
- 1964-65 : D2, Gr. ouest 4e
- 1965-66 : D2, Gr. ouest 5e
- 1966-67 : D3, Gr. ouest 8e
- 1967-68 : D3, Gr. ouest 6e
- 1968-69 : D3, Gr. ouest 9e
- 1969-70 : D3, Gr. ouest ?e
- 1970-71 : D3, Gr. ouest ?e
- 1971-72 : D3, Division d'honneur Ouest, ?e
- 1972-73 : D2, Gr. ouest ?e
- 1973-74 : ?
- 1974-75 : D3, Gr. ouest, 1er
- 1975-76 : D2, Gr. ouest 10e
- 1976-77 : D2, Gr. ouest 6e
- 1977-78 : D2, Gr. ouest ?e
- 1978-79 : D2, Gr. ouest 3e
- 1979-80 : D2, Gr. centre-ouest 7e
- 1980-81 : D2, Gr. centre-ouest 3e
- 1981-82 : D2, Gr. centre-ouest 9e
- 1982-83 : D2, Gr. centre-ouest 11e
- 1983-84 : D2, Gr. centre-ouest 7e
- 1984-85 : D2, Gr. ouest 1er
- 1985-86 : D1, 6e
- 1986-87 : D1, 12e
- 1987-88 : D1, 11e
- 1988-89 : D1, 3e
- 1989-90 : D1, 15e
- 1990-91 : D2, 8e
- 1991-92 : D2, Gr. ouest 6e
- 1992-93 : D2, Gr. ouest 6e
- 1993-94 : D2, Gr. ouest 11e
- 1994-95 : D2, Gr. ouest 11e
- 1995-96 : D2, Gr. ouest 12e
- 1996-97 : D2, Gr. ouest 11e
- 1997-98 : D2, Gr. ouest 12e
- 1998-99 : D2, Gr. ouest 11e
- 1999-00 : D3, Gr. ouest 1er
- 2000-01 : D2, Centre-ouest 11e
- 2001-02 : D2, Centre-ouest 12e
- 2002-03 : D2, Centre-ouest 14e
- 2003-04 : D2, Gr. ouest 16e
- 2004-05 : D3, Gr. ouest 10e
- 2005-06 : D3, Gr. ouest 2e
- 2006-07 : D3, Gr. ouest 13e
- 2007-08 : D3, Gr. ouest 12e
- 2008-09 : D3, Gr. ouest 12e
- 2009-10 : D3, Gr. ouest 7e
- 2010-11 : DNA, Gr. ouest 9e
- 2011-12 : DNA, Gr. ouest 8e
- 2012-13 : DNA, Gr. ouest 10e
- 2013-14 : DNA, Gr. ouest 1er
- 2014-15 : Ligue 2, 3e
- 2015-16 : Ligue 1, 13e
- 2016-17 : Ligue 1, 14e
- 2017-18 : Ligue 2, 9e
- 2018-19 : Ligue 2, 5e
- 2019-20 : Ligue 2, 4e
- 2020-21 : Ligue 1, 13e
- 2021-22 : Ligue 1, 17e
- 2022-23 : Ligue 2 Centre-Ouest, 16e
- 2023-24 : D3, Inter-régions Ouest, 14e

### Parcours du RC Relizane en coupe d'Algérie
| Saison    | Tour                        | Matchs                  | Résultats     |
| --------- | --------------------------- | ----------------------- | ------------- |
| 1962-63   | 1/8 finale                  | ES Sétif                | 3-1           |
| 1963-64   | 1/64 finale                 | JS Ain-El-Turck         | 2-1 a.p       |
| 1964-65   | 1/32 finale                 | CO Senia                | 3-1           |
| 1965-66   | 1/32 finale                 | JSM Tiaret              | 1-0           |
| 1966-67   | 1/8 finale                  | JSM Skikda              | 2-1           |
| 1967-68   | 1/4 finale                  | NA Hussein Dey          | 2-1           |
| 1968-69   | 1/4 finale                  | NA Hussein Dey          | 2-1           |
| 1969-70   | 1/64 finale                 | SA Mohamadia            | 2-1 a.p       |
| 1970-71   | 1/32 finale                 | USM Oran                | 1-0           |
| 1971-72   | ?                           | ?                       | ?             |
| 1972-73   | 1/32 finale                 | JSM Tiaret              | 3-0           |
| 1973-74   | 1/32 finale                 | WA Tlemcen              | 3-2 a.p       |
| 1974-75   | 1/32 finale                 | ES Hillel               | 2-1           |
| 1975-76   | 1/16 finale                 | ASO Chlef               | 3-1           |
| 1976-77   | ?                           | ?                       | ?             |
| 1977-78   | ?                           | ?                       | ?             |
| 1978-79   | ?                           | ?                       | ?             |
| 1979-80   | ?                           | ?                       | ?             |
| 1980-81   | ?                           | ?                       | ?             |
| 1981-82   | ?                           | ?                       | ?             |
| 1982-83   | ?                           | ?                       | ?             |
| 1983-84   | 1/16 finale                 | MC Oran                 | 1-1 t.a.b 4-1 |
| 1984-85   | 1/16 finale                 | USM El Harrach          | 0-0 t.a.b 3-2 |
| 1985-86   | 1/32 finale                 | IRB Arzew               | 1-1 t.a.b 5-4 |
| 1986-87   | 1/16 finale                 | WA Tlemcen              | 1-1 t.a.b 3-1 |
| 1987-88   | 1/8 finale                  | MC Oran                 | 1-0           |
| 1988-89   | 1/8 finale                  | MSP Batna               | 2-1           |
| 1989-90   | N.J                         | N.J                     | N.J           |
| 1990-91   | 1/32 finale                 | IRB Maghnia             | 3-2 a.p       |
| 1991-92   | ?e T.R                      | ?                       | ?             |
| 1992-93   | N.J                         | N.J                     | N.J           |
| 1993-94   | 4e T.R                      | IRB Mers El-Kebir       | 1-0           |
| 1994-95   | ?e T.R                      | ?                       | ?             |
| 1995-96   | 1/64 finale                 | CRB Froha               | 1-0           |
| 1996-97   | ?e T.R                      | ?                       | ?             |
| 1997-98   | 1/32 finale                 | MC El Eulma             | 3-0           |
| 1998-99   | 1/8 finale                  | NA Hussein Dey          | 4-2           |
| 1999-00   | ?e T.R                      | ?                       | ?             |
| 2000-01   | ?e T.R                      | ?                       | ?             |
| 2001-02   | 1/64 finale                 | RCB Oued R'hiou         | ?             |
| 2002-03   | 4e T.R                      | SCM Oran                | 5-1           |
| 2003-04   | 1/32 finale                 | Nasr Es Senia           | 3-2           |
| 2004-05   | ?e T.R                      | ?                       | ?             |
| 2005-06   | ?e T.R                      | ?                       | ?             |
| 2006-07   | 4e T.R                      | KS Oran                 | ?             |
| 2007-08   | 1/64 finale                 | USM Bel Abbès           | 1-0           |
| 2008-09   | 3e T.R                      | US Mostaganem           | 3-0           |
| 2009-10   | 2e T.R                      | ES Mostaganem           | ?             |
| 2010-11   | 1/64 finale                 | CR Bendaoud             | 1-0           |
| 2011-12   | 1/16 finale                 | MC Saida                | 2-1           |
| 2012-13   | 1/64 finale                 | CRB Mazouna             | 1-0           |
| 2013-14   | 4e T.R                      | USM Bel Abbès           | ?             |
| 2014-15   | 1/32 finale                 | Athletic Hassi Messaoud | 1-0           |
| 2015-16   | 1/8 finale                  | MC Alger                | 2-1           |
| 2016-17   | 1/16 finale                 | USM Bel Abbès           | 2-0           |
| 2017-18   | 1/32 finale                 | NRB Teleghma            | 2-2 t.a.b 7-6 |
| 2018-19   | 4e T.R                      | CRB Sfisef              | 2-1           |
| 2019-20   | 1/64 de finale              | ASM Oran                | 0-0 t.a.b 1-3 |
| 2020-2021 | Covid 19                    | Non Joué                | -             |
| 2021-2022 | Covid 19                    | Non Joué                | -             |
| 2022-2023 | Avant Dernier Tour Régional | JSBen Daoud             | 0-1           |
| 2023-2024 |                             |                         |               |
| 2024-2025 | Dernier Tour Régional       | WAMostaganem            | 1-2           |

### Statistiques Tour atteint
le RC Relizane à participer en 55 édition, éliminé au tours régionale 21 fois et atteint les tours finale 23 fois.
| Édition | 1er tour | 2e tour | 3e tour | 4e tour | 64e de finale | 32e de finale | 16e de finale | 8e de finale | Quart de finale | Demi-finale | Finale | Champion |
| ------- | -------- | ------- | ------- | ------- | ------------- | ------------- | ------------- | ------------ | --------------- | ----------- | ------ | -------- |
| 55-24   | -        | 01      | 01      | 05      | 07            | 10            | 05            | 06           | 02              | 00          | 00     | 00       |

## Bilan sportif
| Compétition     | Saisons | Titres | J   | G   | N   | P   | Bp  | Bc  | Diff. |
| --------------- | ------- | ------ | --- | --- | --- | --- | --- | --- | ----- |
| Ligue 1         | 9       | 0      | 301 | 95  | 94  | 112 | 317 | 388 | -71   |
| Ligue 2         | 29      | ...    | ... | ... | ... | ... | ... | ... | ...   |
| Division 3      | 21      | ...    | ... | ... | ... | ... | ... | ... | ...   |
| Coupe d'Algérie | 33      | 0      |     |     |     |     | 23  | 57  | -34   |
| Total           | 90      | ...    | ... | ... | ... | ... | ... | ... | ...   |

### Records
- Plus larges victoires :
  - RCR 5 - 1 USM Blida 29 nov. 2015 [12]
  - RCR 5 - 0 US Souf 30 dec 2011 [13]

- Plus larges défaites [14] :
  - JSS  6-0  RCR 02 nov 2021
  - MCA  8-2 RCR 13 mar 2022
  - ESS  7-0  RCR 10 mai 2022

- La ligne défensive la plus faible de la saison 2021 -2022, qui a encaissé 83 buts[15] .
- Autre records:
  - Meilleur buteur du championnat de D1 (1987 -1988) et (1989 -1990)  :Mohamed Benabou  (17 buts) (12 buts).
  - Meilleur buteur du championnat de D1 (1986 -1987) :El Hadi Khelili  (17 buts).
  - Meilleur buteur du championnat de D2 (2014 -2015) :  Khayreddine Merzougui (17 buts).
  - Meilleur buteur du championnat de D1 (2015 -2016) : Mohamed Tiaïba (13 buts).

## Personnalités du club

### Joueurs les plus capés
| Rang | Nom                  | Ligue | Coupe | Afrique | Autres | Total |
| ---- | -------------------- | ----- | ----- | ------- | ------ | ----- |
| 01   | Hadj Amar Chemaa     |       |       | 2       | 14     |       |
| 02   | Mohamed Benabou      |       |       | 2       | 03     |       |
| 03   | Mohamed Amine Zidane |       |       | 0       |        | 116   |

### Meilleurs buteurs en compétitions officielles
| Rang |                             | Nom                   | Ligue | Coupe | Afrique | Autres | Total |
| ---- | --------------------------- | --------------------- | ----- | ----- | ------- | ------ | ----- |
| 01   | Drapeau de l'Algérie        | Mohamed Benabou       |       |       | 0       | 03     | 53    |
| 02   | Drapeau de l'Algérie        | El hadi Khelili       |       |       | 0       |        |       |
| 03   | Drapeau de l'Algérie        | Merzougui Khayreddine | 17    |       | 0       |        | 17    |
| 04   | Drapeau de l'Algérie        | Mohamed Tiaïba        | 12    |       | 0       |        | 12    |
| 05   | Drapeau de l'Algérie        | Mourad Benayad        | 11    |       | 0       |        | 11    |
| 06   | Drapeau de la Côte d'Ivoire | Manucho               | 10    |       | 0       |        | 10    |

### Entraîneurs
| Pays                  | Entraîneur          | Division | Période    | Période    |
| Pays                  | Entraîneur          | Division | Début      | Fin        |
| Drapeau de l'Algérie  | Omar Belatoui       | 01       | 01.07.2015 | 07.09.2015 |
| Drapeau de l'Algérie  | Abdelkrim Benyellès | 01       | 09.09.2015 | 31.12.2015 |
| Drapeau de la France  | François Bracci     | 01       | 03.01.2016 | 26.01.2016 |
| Drapeau de l'Algérie  | Mohamed Henkouche   | 01       | 27.01.2016 | 22.03.2016 |
| Drapeau de l'Algérie  | Aissa Kada          | 01       | 23.03.2016 | 30.06.2016 |
| Drapeau de la Tunisie | Moez Bououkaz       | 01       | 01.07.2016 | 30.06.2017 |
| Drapeau de l'Algérie  | Youcef Bouzidi      | 02       | 01.07.2017 | 18.09.2017 |
| Drapeau de l'Algérie  | Lakhdar Adjali      | 02       | 23.11.2017 | 28.01.2018 |
| Drapeau de l'Algérie  | Meziane Ighil       | 02       | 23.11.2017 | 31.12.2019 |
| Drapeau de l'Algérie  | Abdelkrim Latrèche  | 02       | 15.12.2018 | 30.06.2019 |
| Drapeau de l'Algérie  | Youcef Bouzidi      | 02       | 10.02.2020 | 30.06.2020 |
| Drapeau de l'Algérie  | Chérif El-Ouazzani  | 01       | 01.10.2020 | 20.06.2021 |
| Drapeau de l'Algérie  | Lyamine Boughrara   | 01       | 10.09.2021 | 09.01.2022 |
| Drapeau de l'Algérie  | Farid Zeghdoudi     | 01       | 10.01.2022 | 30.06.2022 |

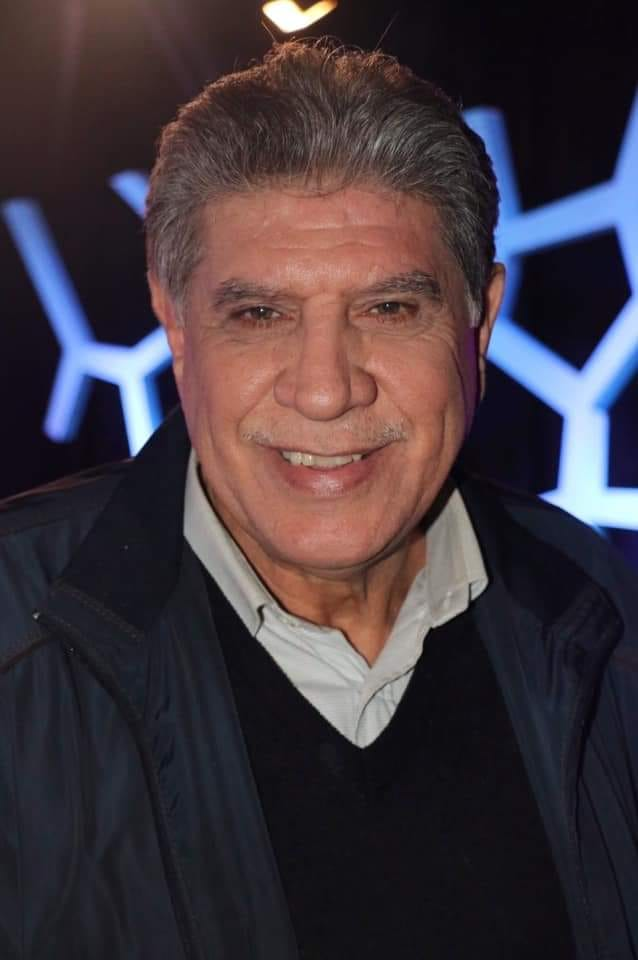
Meziane Ighil.
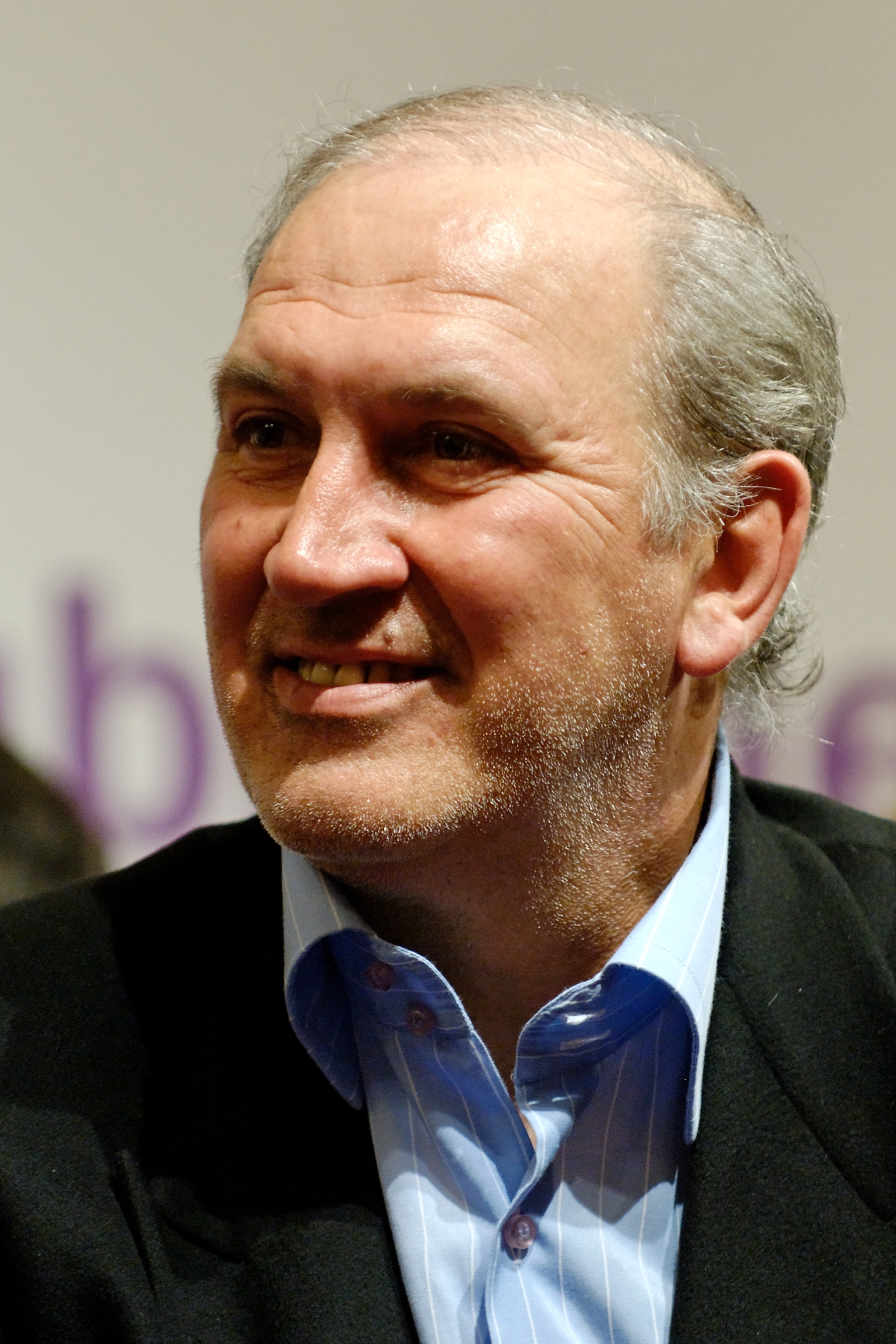
François Bracci

### Présidents
| Pays                 | Présidents                | Période     |
| -------------------- | ------------------------- | ----------- |
| L'époque coloniale   |                           |             |
| Drapeau de l'Algérie | Laridjani Abed            | 1934        |
| Drapeau de l'Algérie | Ghalamallah Laribi        | 1934 - 1935 |
| Drapeau de l'Algérie | Zouguari Taher            | 1938 -1958  |
| Drapeau de l'Algérie | Khames M'Hamed            |             |
| Après independence   |                           |             |
| Drapeau de l'Algérie | Khames M'Hamed            |             |
| Drapeau de l'Algérie | Ânes djezar               | 1984        |
| Drapeau de l'Algérie | Beldjerd Abdelaziz        | 1985 -1987  |
| Drapeau de l'Algérie | Chérifi Miloud            | 1999 - 2001 |
| Drapeau de l'Algérie | Belhadj Djelloul Benaouda | 2002 - 2003 |
| Drapeau de l'Algérie | Kadaoui Kamel             | 2012 - 2013 |
| Drapeau de l'Algérie | Zerouki                   | 2013 -2014  |
| Drapeau de l'Algérie | Azzi Djilali              | 2014 - 2015 |
| Drapeau de l'Algérie | Bouhenni Hakim            | 2015 - 2016 |
| Drapeau de l'Algérie | Mohamed Hamri             | 2016 - 2021 |
| Drapeau de l'Algérie | Sid-Ahmed Abdessadouk     | 2021 - 2023 |
| Drapeau de l'Algérie | Youcef Landri             | 2023        |
| Drapeau de l'Algérie | Segheir Menaouar          | 2023 - 2024 |
| Drapeau de l'Algérie | Ouadeh Abdelkader         | 2024 - 2025 |
| Drapeau de l'Algérie | Hamri Mohamed             |             |

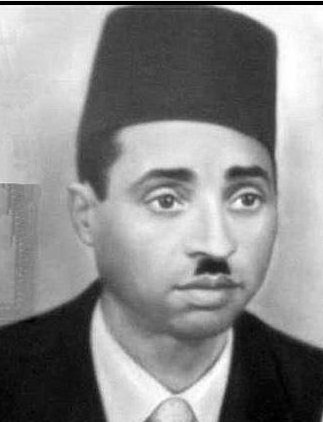
President Zougari Taher

### Anciens Joueurs
- Abdelkader Benhalima
- Saffa Ahmed
- bdelkader Kheirdine
- Madmone Bouabdellah
- Adda Touanria
- *Goual Afif

### Joueurs formés
- Sabri Gharbi
- Mohamed Seguer
- Mohamed Amine Zidane
- Lazrag Benfissa
- El Habib Bouguelmouna
- Hichem Mokhtar
- Mustapha Zaidi
- Ameur Fethi Ameur
- Abdelmalek Elmenaouer
- Billel Bouzid
- Bouabdellah Chadouli
- Aymen Chadli
- Abderrezak Saida
- Khelil Bouabdellah

## Identité du club

### Logo et couleurs
Les couleurs du Rapid Club de Relizane sont le Vert et le Blanc, inspiré du club autrichien, Rapid Vienne.

Logo du club

### Historique des noms officiels du club
| Rapide Club Musulmane Relizane (RCMR) |
| ------------------------------------- |

| Rapide Jeunesse Franco-Musulmane Relizane (RJFMR) |
| ------------------------------------------------- |

| Rapide Club Relizane (RCR) |
| -------------------------- |

| Ittihad Riadhi Baladiat Relizane (IRBR) |
| --------------------------------------- |

| Raed Chabab Mouassassat Relizane (RCMR) |
| --------------------------------------- |

| Rapide Club Relizane (RCR) |
| -------------------------- |

## Structures du club

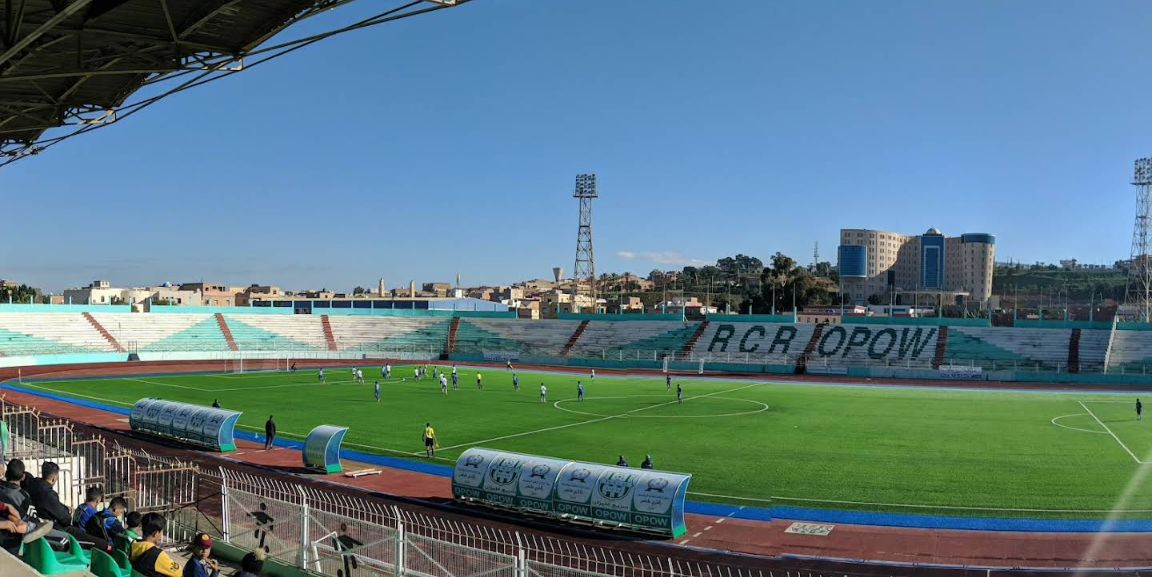
Stade Tahar Zoughari

### Infrastructures
Le Rapid Club de Relizane joue ses matches à domicile dans le Stade Tahar Zoughari qui se situe dans la wilaya de Relizane.Ce stade a été le théâtre de nombreux matchs et derbies difficiles, tant en championnat qu'en coupe. Ses supporters ont connu de nombreuses déceptions suite à des résultats négatifs ou à la relégation, tandis que leur joie était palpable lors de la montée du club en première division professionnelle.

## Culture populaire

### Ultras
Les supporters du Rapid Club de Relizane appelés Cherragas ,Ils s'organisent en équipes ultras bien connues de la ville comme :
|    | Nom           | Abréviation | Date de création |
| -- | ------------- | ----------- | ---------------- |
| 01 | Verdé Corazón | UVC         | 2013             |
| 02 | Mina Boys     | UMB         | 2015             |

### Rivalités
Malgré la disparition des matchs de derby  Relizanais qui les réunissaient contre Jeunesse Sportif Musulmane de Relizane et  Widad Atheltique Relizane , La plupart des matchs de compétition de l'équipe se déroulaient contre des rivaux de la région de l'ouest tels que : WA Tlemcen , JSM Tiaret , ES Mostagane , WA Mosataganem , SA Mohamdia  Étant donné qu'elle a joué de nombreuses saisons en deuxième et troisième divisions Ces matchs voient également les supporters faire des allers-retours , créant un véritable spectacle dans les tribunes.

### Drames
- 2 août 1958 : Zougari Tahar, le chef d'équipe, est assassiné par des parachutistes français après avoir été torturé alors qu'il était détenu pendant le siège de la ville.  [24].

- 22 September 1999 Les supporters du Rapid ont été choqués par la mort de Guessba Abed le fils de Rapid, en direct à la télévision des suites d'une crise cardiaque lors du match ES Mostaganem  VS CS Constantine à stade Hamlaoui [25]

- Vendredi  4 avril 2003 , en D2 et après le but d'Ait Othmane sur penalty à la 43 minute pour le Mouloudia Alger, les supporters du club ont exprimé leur joie en tirant des feux d'artifice. Cependant, l'un des projectiles a accidentellement touché un supporter du Rapid, qui est décédé sur le coup. Le match a été arrêté  a cause de l'invasion du terrain par les supporters du Rapid .De violentes émeutes ont eu lieu, à la suite desquelles la LNF a imposé au Rapid une interdiction de jouer à huis clos pendant 10 matchs Le résultat a été compté en faveur du Mouloudia 3-0[26].

## Aspects juridiques et économiques

### Aspects juridiques
En 2010, la forme juridique de Rapid était  SSPA avec un capital 1 000 000,00  et Le CSA  gère la section amateur. 

### Transferts de joueurs
Le recrutement et le transfert de joueurs après la fin de la saison ou la période de transfert constituent une opportunité de financement pour la direction, car leurs salaires sont l’une des préoccupations les plus importantes soulevées, et retarder leur paiement expose l’équipe à des chocs violents qui affectent les résultats de l’équipe.
| Rang | Nom             | Rejoignez le club        |
| ---- | --------------- | ------------------------ |
| 01   | Mohamed Benabou | Drapeau de la Belgique   |
| 02   | Mohamed Tiaïba  | Al-Shahania Sports Club  |
| 03   | Kouadio Manucho | Al Ittihad Alexandria SC |
| 04   | Hichem Mokhtar  | Al-Najma SC              |

### Sponsors
Le sponsoring, assuré par des entreprises locales et des sociétés de télécommunications comme Ooredoo et Mobilis, représente l'une des principales sources de revenus de l'équipe. Cependant, si le club est relégué en troisième division, la société du club professionnel est automatiquement dissoute, le rendant dépendant du soutien des   Autorités locales comme la APC  et APW  .

Mobilis
Ooredoo

## Couverture médiatique
Considérant que l'équipe évolue en première et deuxième divisions ainsi qu'en Coupe de la République, de nombreuses chaînes nationales diffusent les matchs de l'équipe en vertu de leur contrat avec la télévision algérienne et de leur signature des droits de diffusion, en plus de la chaîne Bein Sports .Il existe également de nombreuses  émissions sportives qui analysent les matchs du championnat algérien et accueillent les représentants des équipes en fonction de la situation de l'équipe.
Radio Relizane couvre également les matchs de Rapid au niveau local, tandis que Radio Algérienne  couvre au niveau national .
Sans parler des journaux nationaux et internationaux qui couvrent les résultats des équipes nationales algériennes par l'intermédiaire de leurs correspondants. La plupart des journaux sportifs algériens spécialisés dans le football sont publiés quotidiennement en arabe et en français comme Le Buteur  ,DZfoot  ,Compétition .

Algérie TV1
TV2 (Algérie)
TV4 (Algérie)
TV6 (Algérie)
Bein-sports
Radio algérienne